# Zeit der Drei Reiche

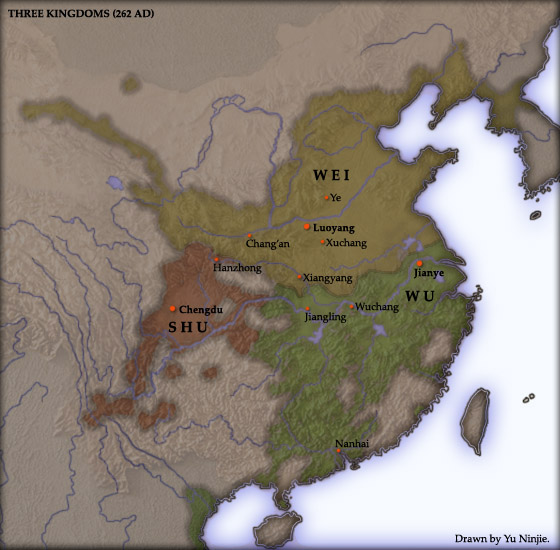
Gebiete der Drei Reiche (262 n. Chr.)

Die Zeit der Drei Reiche (chinesisch 三國 / 三国, Pinyin Sānguó, ca. 208–280 n. Chr.) ist eine Epoche in der Geschichte Chinas.
Am Ende der Han-Dynastie zeichneten sich drei große Konkurrenten ab, von denen keiner stark genug war, um seine beiden Rivalen zu vernichten. Das Kaiserreich China war in drei Königreiche zerfallen: Wei im Norden, Wu im Süden und Shu Han im Westen. Letzteres wurde von einem Fürsten regiert, der behauptete, einem Seitenzweig der Han-Kaiserfamilie zu entstammen. Chinesische Historiker waren jedoch nie imstande zu entscheiden, ob die Han überhaupt einen rechtmäßigen Nachfolger hatten; so trägt diese Periode den Namen Drei Reiche.
Streng genommen beginnt dieser Abschnitt chinesischer Geschichte mit der Abdankung des letzten Han-Kaisers Xian zugunsten von Cao Pi im Jahre 220 und endet mit der Einigung des Landes durch Jin Wudi (280), den ersten Kaiser der Westlichen Jin-Dynastie. Allgemein wird jedoch angeführt, dass die Zentralregierung praktisch seit dem Jahr 189 nicht mehr handlungsfähig und die Teilung des Landes zu diesem Zeitpunkt bereits Tatsache war.

„Reiche wachsen und schwinden. Staaten kommen und vergehen. Als sich die Herrschaft des Kaiserhauses Zhou ihrem Ende näherte, stritten sieben Staaten um die Macht und das Fürstenhaus von Qin blieb Sieger. Als die Macht der Qin erlosch, kämpften die Fürstenhäuser von Chu und Han um den Vorrang und der Thron fiel an das Haus Han. Fast vier Jahrhunderte währte schon die glorreiche Herrschaft der Han, da begann auch sie zu verfallen und ihr Glanz zu verbleichen.“

## Der Aufstand der Gelben Turbane und der Aufstieg der Warlords
Die Östliche Han-Dynastie war bereits kurz nach ihrer Gründung von inneren Schwächen geplagt. Die sozialen Probleme, die bereits zum Sturz der Westlichen Han-Dynastie geführt hatten, blieben ungelöst, innerhalb der höchsten Regierungsschicht fehlte es an einer starken Führungspersönlichkeit. Fast alle Kaiser der Dynastie bestiegen den Thron als Minderjährige, der jüngste im Alter von drei Monaten. So blieben sie Marionetten der Kaiserwitwen, mächtiger Eunuchen oder machthungriger Minister.

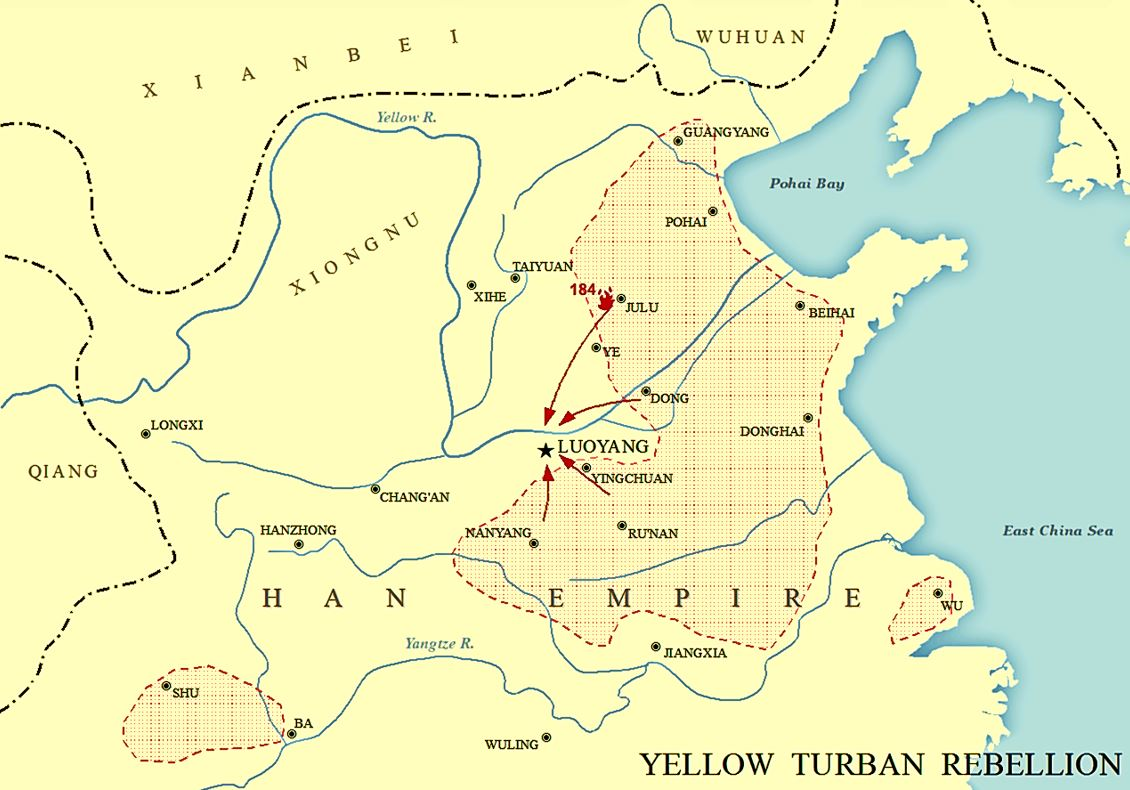
Aufstand der Gelben Turbane in der Östlichen Han-Dynastie (184 n. Chr.)

Die Gelben Turbane waren ein Geheimbund mit daoistischer Färbung. Sie appellierten an den Unmut der Unterschicht – der Bauern und Handwerker – und propagierten eine gerechtere Sozialordnung. Der Bund war dabei so erfolgreich und gut organisiert, dass, als er im Jahre 184 zum Aufstand rief, binnen kürzester Zeit überall im Land Aufstandszellen aktiv wurden und das Reich in eine ernste Krise stürzten. Um der Situation Herr zu werden, war die schwache Zentralregierung gezwungen, die Provinzgouverneure sowie lokale paramilitärische Streitkräfte, die von den Großgrundbesitzern zum eigenen Schutz organisiert worden waren, um Hilfe zu bitten. Dabei stattete der Kaiserhof diese Lokalmächte mit weitreichenden militärischen und zivilen Rechten aus. Zwar zeigte die Maßnahme insoweit Wirkung, als der Aufstand schnell zusammenbrach – jedoch blieben nun halbautonome regionale Mächte zurück, die der Zentralregierung militärisch weit überlegen waren.
Zur gleichen Zeit spitzten sich auch die Machtkämpfe am kaiserlichen Hof zu. Zu den streitenden Parteien zählten die Eunuchen, deren Macht auf ihrer Nähe zum Kaiser und den Kaiserwitwen beruhte, die Verwandten der Kaiserfamilie – dabei hauptsächlich die Verwandten der Kaiserin und Kaiserwitwen – sowie die Minister und Generäle innerhalb der Zentralregierung. Diese Auseinandersetzungen waren bezeichnend für die gesamte Östliche Han-Dynastie. Auch dass sie blutig ausgetragen wurden, war kein singuläres Ereignis des Jahres 189. Die Neuheit des Jahres 189 bestand in der Einbindung der regionalen Machthaber – so genannter Warlords – in diesen Machtkampf. Bis dahin waren interne Adelsstreitigkeiten auf den Kaiserhof und die Hauptstadt beschränkt geblieben. All dies wurde noch durch eine andere Entwicklung befördert: Dem stetig wachsenden Einfluss sehr reicher und mächtiger Großgrundbesitzerfamilien, die lokal immer mehr an Macht gewannen, was ebenfalls auf Kosten der kaiserlichen Zentralregierung ging. So wurde in den Provinzen deren Patronage für Militärführer oft wichtiger als eine Anbindung an den fernen Kaiserhof.
Kaiser Ling war im Jahr 189 gestorben und die Frage der Thronfolge lieferte den Anlass zur blutigen Auseinandersetzung. General He Jin (何進), der Halbbruder der Kaiserwitwe, griff die zehn mächtigsten Eunuchen an, die bis dahin die Politik der Zentralregierung bestimmt hatten. Zwar konnte He Jin einige von ihnen töten, verlor selbst aber im Kampf das Leben. Im Gegenzug wollten die Eunuchen Hes Adjutanten Yuan Shao absetzen, aber der kam ihnen zuvor, steckte entschlossen den Kaiserpalast in Brand und massakrierte den Großteil von ihnen. Einige entführten jedoch kurzerhand die beiden Thronanwärter Liu Bian und Liu Xie und flüchteten. Yuan Shao rief deshalb den mächtigsten der Provinzgouverneure, Dong Zhuo (董卓), zu Hilfe. Damit gab er einem Lokalfürsten die Möglichkeit, selbst seine Interessen bei Hof zu vertreten. Zugleich brach er das Tabu, dass lokale Militärmachthaber ihre Armeen nicht in die Nähe der Hauptstadt bringen durften.
Dong Zhuo folgte dem Ruf nur allzu willig. Er konnte die flüchtigen Eunuchen schnell fassen und den Kaiser retten, dachte jedoch nicht daran, die nun gewonnene Machtstellung aufzugeben. Die offensichtliche Schwäche der Zentralregierung steigerte seine Machtgelüste nur noch mehr. Er setzte den 13-jährigen Kaiser kurzerhand ab, ließ ihn später töten und setzte einen neuen Kaiser ein, den erst neunjährigen Xian. Dass er allzu gern selbst den Thron bestiegen hätte und dies über kurz oder lang auch getan hätte, war offenkundig. Doch Dong Zhuo wurde schließlich von seinem Gefolgsmann Lü Bu ermordet.

## Cao Cao einigt den Norden

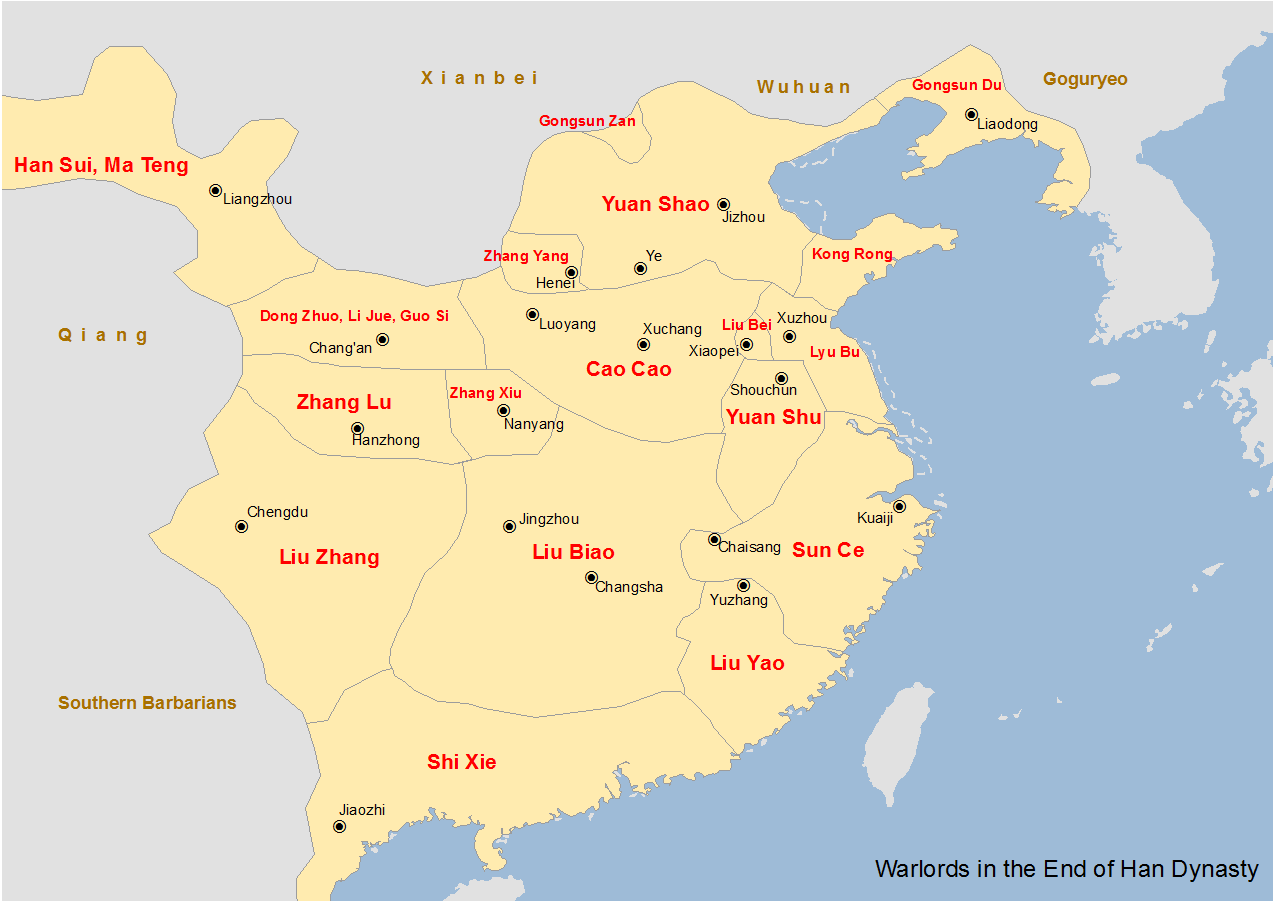
Das gespaltene Reich (ca. 190 n. Chr.)

Dass viele Historiker den Beginn der Drei-Reiche-Periode mit dem Jahr 189 statt 220 festlegten, hat einen gewichtigen Grund: Mit der Machtergreifung Dong Zhuos hatte die zentrale Han-Regierung de facto zu existieren aufgehört. Die lokalen Machthaber, die bislang zumindest dem Anschein nach kaiserlichen Befehlen gehorchten, sagten sich nun offen von der Zentralregierung los. Allianzen wurden geschmiedet, um gegen Dong zu opponieren. Es kam aber auch zu örtlichen Kämpfen zwischen den Warlords. Das Buch der Späteren Han (後漢書,  Hou Hanshu) dokumentiert: „Namhafte Metropolen sind leer und ohne Einwohner. Landstriche, die über hunderte von Meilen menschenleer sind, davon gibt es unzählige!“ (名都空而不居，百里絕而無民者！不可勝數。)
Dong wurde 192 durch Intrigen innerhalb seines eigenen Machtblocks getötet. Doch sein Tod brachte dem Land keinen Frieden, denn der Kampf um das noch nicht völlig zerfallene Han-Reich hatte erst richtig begonnen. Von den Warlords, die das Geschehen dieser Zeit bestimmten, waren einige frühere Provinzgouverneure, andere hatten erst durch den Kampf gegen die Gelben Turbane Macht und Ansehen erlangt. Wieder andere waren selbst Aufständische gewesen und konnten sich nun vor allem in den Randgebieten etablieren.
Im nördlichen Kernland von China setzten sich folgende Warlords durch:
- Yuan Shao (袁绍) war anfangs der stärkere. Er entstammte einer angesehenen Familie, die über ein Jahrhundert lang mächtige Minister in der Zentralregierung gestellt hatte.
- Cao Cao (曹操) dagegen war ein Emporkömmling, der seinen Aufstieg dem Kampf gegen die Gelben Turbane verdankte. In seiner Armee dienten auch zahlreiche ehemalige Turbankämpfer. Nach dem Tod von Dong Zhuo nahm er Kaiser Xian unter seinen Schutz und konnte dadurch seinen Taten einen Hauch von Legitimation geben. Auch verfügte er über mehr Weitsicht als sein ärgster Konkurrent Yuan Shao. So betrieb er beispielsweise eine aktive Politik der Landerholung, um die wirtschaftliche Grundlage für seine Feldzüge zu schaffen.

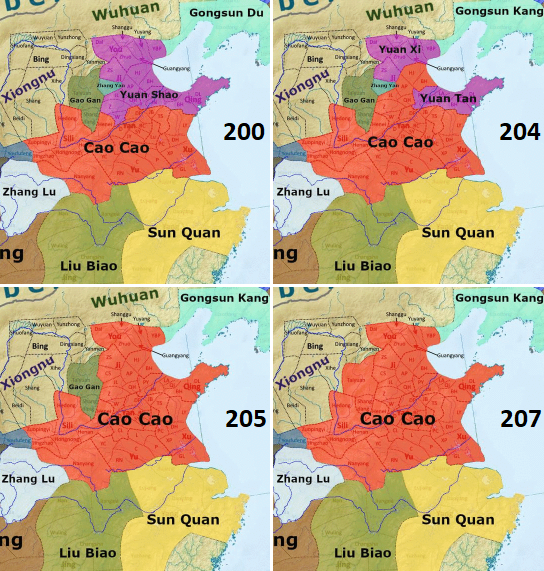
Cao Caos Expansion (200–207 n. Chr.)

Im Jahr 200 kam es zur Entscheidung zwischen den beiden Kontrahenten. In der Schlacht von Guandu (官渡之戰) konnte Cao Cao Yuans Hauptstreitkraft vernichtend schlagen, obwohl Yuans Armee in zehnfacher Überzahl war. Cao jedoch erwies sich als der brillantere Taktiker und Stratege. Mit lediglich 5000 Mann startete er einen risikoreichen Überraschungsangriff, setzte unbemerkt über den Gelben Fluss und griff das schwach verteidigte Hauptlager von Yuan Shaos Truppen an. Durch diesen Angriff wurde die Hauptversorgung von Yuans Armee vernichtet und seine Armee völlig demoralisiert. Mit hunderttausend Mann ausgezogen, um das Land zu einigen, kehrte Yuan mit lediglich 800 Männern in seine Hauptstadt zurück. Er verfiel in Depressionen und starb im darauffolgenden Jahr. Cao Cao wurde der unangefochtene Herrscher über das Kernland. Bis 207 konnte er auch den Rest von Yuans Söhnen und Generälen besiegen und so den gesamten Norden einigen.

## Die Schlacht von Chibi

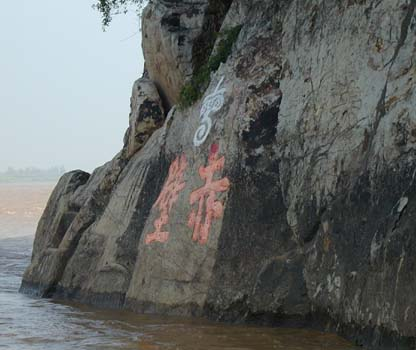
Schauplatz der Schlacht von Chibi

Im Jahr 208 begann Cao Cao, nach Süden vorzustoßen. Sein erstes Opfer sollte Liu Biao (劉表) werden, der die heutige Provinz Hubei regierte. Er gehörte der kaiserlichen Familie an und war schon von jeher der Provinzgouverneur der Region, strebte jedoch nicht nach Machterweiterung. An den Umstürzen in der Hauptstadt nahm er weder teil noch zeigte er ein Interesse daran. Er war vornehmlich auf den Erhalt seiner eigenen lokalen Macht bedacht; zudem war er alt und kränklich. Dass er der Armee von Cao Cao nicht standhalten würde, war offensichtlich. Liu Bei (劉備), angeblich ebenfalls ein Angehöriger der kaiserlichen Familie und zu dieser Zeit unter dem Schutz von Liu Biao, wollte sich Cao Cao nicht kampflos ergeben. Von seinem Berater Zhuge Liang (諸葛亮) dazu angehalten, beschloss Liu Bei, selbst das Heft in die Hand zu nehmen und Cao Widerstand zu leisten.
Er hatte jedoch keinen Erfolg. Nachdem Cao Cao mit Leichtigkeit Liu Biao vernichtet hatte, flüchtete Liu Bei in das heutige Wuhan und bat Sun Quan (孫權) um Hilfe.
Sun Quan hatte das fruchtbare Gebiet südlich des Jangtsekiang, das den heutigen Provinzen Jiangxi und Zhejiang entspricht, unter seine Kontrolle gebracht und gehörte zu den stärksten verbliebenen Widersachern von Cao Cao. Zwar erreichte ihn ein Unterhändler von Cao Cao, der ihn unverhohlen davor warnte, Liu Bei zu helfen. Aber Sun Quan war klar, dass Cao Cao vorhatte, einen Warlord nach dem anderen zu vernichten. Wenn er jetzt untätig bliebe, würde auch er am Ende an die Reihe kommen. Um das Bündnis mit Liu Bei zu besiegeln, gab er ihm seine Schwester zur Frau. Cao Cao beschloss daraufhin, den Jangtsekiang zu überqueren und Sun Quan anzugreifen.
Dazu musste er zuerst seine an Landoperationen gewöhnten Streitkräfte für die Überquerung des Jangtsekiang vorbereiten. Bei Chibi (赤壁, roter Felsen) errichtete er einen Stützpunkt, der ihm als Basis für seine Wasserstreitkraft dienen sollte. Damit seine Landstreitkraft ihre gewohnte Taktik auch auf dem Wasser anwenden und somit der Marine von Sun Quan Paroli bieten konnte, ließ er die Schiffe zu überdimensionalen Flößen zusammenbinden, damit der Wellengang vermindert würde. Über diese Flöße wurden Holzpaletten gelegt, so dass selbst seine Kavallerie darauf operieren konnte. Sun Quan jedoch nutzte die Schwäche dieser Riesenflöße aus: ihre Unbeweglichkeit und die Tatsache, dass die Schiffe aus Holz gebaut waren. Mit zehn kleinen Schiffen, die als Deserteure getarnt und mit Brennstoff voll beladen waren, zündete er die gesamte Flotte von Cao Cao an. Zur gleichen Zeit fiel die Armee von Liu Bei auf dem Land über Cao Caos Truppen her. Nur mit Not konnte er sich retten.
Die Schlacht von Chibi 208 stoppte Cao Caos Vorstoß nach Süden und besiegelte die Dreiteilung des Landes. Mit der Schlacht von Guandu gehört sie zu einer der wichtigsten Schlachten in diesem Abschnitt der chinesischen Geschichte.

## Dreiteilung

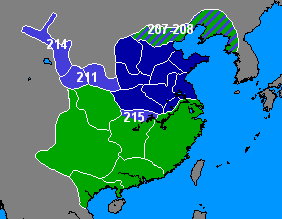
Cao Caos Herrschaftsgebiet (207–215 n. Chr.)

Nach dem Debakel von Chibi kehrte Cao Cao nach Norden zurück, um sich zu erholen und neue Kraft zu sammeln.
Liu Bei konnte die Zeit nutzen, um sich Sichuans und der heutigen Hunan-Provinz zu bemächtigen.
Ohne die Bedrohung von außen zerfiel das Bündnis zwischen Liu Bei und Sun Quan jedoch schnell. Liu Bei scheiterte gegen Sun Quan, der seinem Schwager Hunan und Hubei wieder abnahm. Außerdem konnte Sun Quan sein Reich weiter nach Süden in Richtung des heutigen Fujian und Guangdong ausdehnen, Gebiete, die bis dahin zum Randgebiet von China zählten.
220 starb Cao Cao, sein Sohn Cao Pi folgte ihm nach. Er zwang den Han-Kaiser Xian, zu seinen Gunsten abzudanken und errichtete die Wei-Dynastie. Ein Jahr darauf rief sich Liu Bei, der sich für den rechtmäßigen Erben hielt, in Sichuan zum Han-Kaiser aus. Sein Reich wurde in der Geschichte deshalb Shu Han genannt. Im nächsten Jahr versuchte Liu Bei erfolglos, in einem großen Feldzug die verlorenen Provinzen Hunan und Hubei zurückzuerobern. Kurz darauf starb er. Sun Quan nannte sich ab 222 König von Wu und ab 229 Kaiser der Wu-Dynastie.
Zwischen den Jahren 220 und 260 kehrte eine Pattsituation zwischen den drei Staaten ein, wobei kriegerische Auseinandersetzungen hauptsächlich an der Grenze zwischen Shu Han und Wei stattfanden. Der Kanzler von Shu, Zhuge Liang versuchte in seinen Nördlichen Expeditionen fünf Mal vergeblich, ins chinesische Kernland vorzustoßen, um die Han-Dynastie wieder einzusetzen.
249 kam es in Wei zum Staatsstreich durch den Oberbefehlshaber Sima Yi (司馬懿). Zwar wurde der Wei-Kaiser offiziell als Staatsoberhaupt belassen, die Sima-Familie wurde jedoch die tonangebende Familie im Staat.
263 nutzte Sima Yis Sohn Sima Zhao (司馬昭) die innere Zerstrittenheit von Shu Han aus und fiel in Sichuan ein. Shu Han brach binnen kürzester Zeit zusammen. 265 setzte Sima Zhaos Sohn Sima Yan (司馬炎) den letzten Wei-Kaiser ab und errichtete die Jin-Dynastie. Gleichzeitig wurden erste Vorbereitungen gegen Wu getroffen. Nach jahrelanger Vorbereitung schließlich konnte Jin mit einer eigenen Marine auf dem Yangtse aufwarten. Im November des Jahres 279 setzte die Jin-Armee über den Strom. Fünf Monate später kapitulierte Wu. Damit war die Zeit der drei Reiche zu Ende.

Zeitraffer der territorialen Entwicklung in der Zeit der drei Königreiche

## Religiöses Leben
Der Konfuzianismus erlebte in dieser Epoche eine Zeit des Niedergangs. Er verlor sich in starren Lehrsystemen und endlosen
Kommentaren. Da er in dieser Form die Bedürfnisse der Menschen nach spekulativ-philosophischen Ideen nicht mehr befriedigen konnte, kam es zu einem Aufleben alter Volksreligionen, die sich mit Elementen des Daoismus verband, und einem Erstarken des Buddhismus. Unter dem Einfluss des Buddhismus – der schon in der Han-Dynastie in ersten Ansätzen eingeführt wurde, sich aber anscheinend nicht nennenswert ausbreitete – ging in dieser Epoche eine wesentliche Umformung der chinesischen Geistigkeit und Zivilisation vonstatten. Er wurde in der Zeit der drei Reiche von chinesischen und nicht-chinesischen Missionaren in Wort und Schrift verkündet. In der Breite konnte sich der Buddhismus dann allerdings erst mit Beginn der Tang-Dynastie in China durchsetzen.

## Rezeption
In der allgemeinen chinesischen Wahrnehmung wurde die Zeit der drei Reiche später zur heroischen Zeit schlechthin. Auch heute noch sind Chinesen aller Volksschichten mit den Personen dieser Epoche meist besser vertraut als mit denen der übrigen Epochen.

## Zeit der drei Reiche in späterer Literatur
Der Roman Die Geschichte der Drei Reiche vermischt historische Begebenheiten mit literarischen Erfindungen und beschreibt die Abenteuer dreier an der Niederschlagung der „Gelben Turbane“ beteiligter Generäle. Dank vieler Fassungen der Geschichte der Drei Reiche in Dichtung und Drama ist diese Periode allen Chinesen vertraut. Die beliebtesten Helden dieser Geschichten sind Guan Yu, der spätere Kriegsgott, der für Treue und Aufrichtigkeit steht, und außerdem Zhuge Liang, der sich durch Weisheit und Intellekt auszeichnet.